# Magnús Á. Árnason
Magnús Ársæll Árnason (* 28. Dezember 1894 Narfakot bei Innri-Njarðvík; † 13. August 1980) war ein isländischer Maler, Bildhauer, Komponist und Übersetzer.

## Leben
Magnús Á. Árnason war der Sohn des Bauern und Lehrers Árni Pálsson und dessen Frau Sigríður Magnúsdóttir.
Er studierte 1912 bis 1913 zunächst am Technischen College in Kopenhagen, wo Thorsen sein Lehrer war. 1918 bis 1922 setzte er seine Studien an der California School of Fine Arts in San Francisco fort und war dort Schüler der Maler Lee Randolph und Spencer Macky sowie des Bildhauers Ralph Stackpole.
1924 bis 1926 studierte er am Arrillaga Musical College in San Francisco bei dem Komponisten George Edwards (1884–1925). Das College wurde 1875 von dem spanischen Pianisten und Komponisten Santiago Arrillaga y Ansola (1847–1915) gegründet.
Magnús Á. Árnason war einer der Gründer der Icelandic Visual Artists Association (FÍM).

## Familie
Magnús Á. Árnason war seit 1937 mit der Künstlerin Barbara Árnason (1911–1977) verheiratet, einer gebürtigen Engländerin.

## Nachlass
Eine umfangreiche Sammlung seiner Gemälde besitzt das Kunstmuseum in Kópavogur.